# 维克 (梅克伦堡-前波美拉尼亚州)
维克（德語：Wiek）是德国梅克伦堡-前波美拉尼亚州的市镇，隶属于前波美拉尼亚-吕根县，总面积为25.44平方千米，截至2020年总人口为1036人。